# Ingénierie culturelle
 (mars 2012).
Si vous disposez d'ouvrages ou d'articles de référence ou si vous connaissez des sites web de qualité traitant du thème abordé ici, merci de compléter l'article en donnant les références utiles à sa vérifiabilité et en les liant à la section « Notes et références ».
L’ingénierie culturelle est un outil de développement des territoires et des sites à partir de toutes leurs richesses culturelles et patrimoniales.
Les champs d’activités sont très larges : monuments, collections, sites archéologiques, savoir-faire, sites de mémoire, patrimoine industriel… mais aussi : parcs historiques, richesses faunistiques et floristiques, groupes sociaux… et encore : création contemporaine, arts vivants, spectacles, festivals… C’est pourquoi les acteurs de l’ingénierie culturelle doivent disposer d’une forte culture générale et d’une capacité à se mobiliser sur des thématiques très variées allant des patrimoines les plus reconnus jusqu’aux plus secrets ou innovants.
L’ingénierie culturelle s’articule au centre de démarches complémentaires :
- les publics et la manière de les mobiliser afin qu’ils participent pleinement au projet ;
- les contenus et la nécessité de les connaître (fouilles, recherches…), de les protéger (conservation, restauration…) et de les diffuser (valorisation, médiation, édition…) ;
- les objectifs, souvent multiples, du commanditaire : respect imposé de la réglementation, développement économique, image du territoire, actions auprès des populations résidentes…

L’ingénierie culturelle des marques est  une expression utilisée en communication dans un contexte de stratégie des marques. Elle évoque l'utilisation de biais et de techniques en lien avec le monde de la culture (arts, artistes, musées...) dans la communication de marques. Le but de l'ingénierie culturelle est de communiquer dans un contexte non commercial auprès d'un public qui aujourd'hui est de plus en plus éduqué,et professionnel. L’ingénierie culturelle fait son apparition dans un contexte où la cible de clientèle est de plus en plus difficile à identifier car elle est de plus en plus éparpillée et difficile à toucher. Elle est une des évolutions des techniques de communication passées.

## Les principales missions
Les missions sont nombreuses et se répartissent en quatre grands secteurs différents :
- stratégies territoriales : il s’agit d’études qui visent à valoriser des territoires sur des échelles élargies, en se mobilisant sur des thématiques culturelles. Parfois, il s’agit de valoriser l’ensemble du territoire en tenant compte de l’ensemble de ses composantes culturelles et patrimoniales. D’autre fois, ce sont des filières spécifiques qui sont mises en avant: les métiers d’art, un patrimoine spécifique… Le résultat se concrétise essentiellement par des plans ou des schémas de développement territoriaux ;
- études de projet : études d’opportunité, de définition, de faisabilité, de programmation… des missions de conception puis de préfiguration des projets afin que les commanditaires puissent en réussir la réalisation. Il s’agit d’apporter l’ensemble des connaissances préalables : définition du concept, positionnement marketing, programmation architecturale et muséographique, budgets prévisionnels, mode de gestion, mise en tourisme…
- accompagnement : ce sont des missions d’aides auprès des commanditaires pour la mise en œuvre concrète des projets, avec principalement des missions de conseils et d’AMO (Assistance à la Maîtrise d’Ouvrage) ;
- gestion : formation, mise en tourisme, communication, promotion et commercialisation, audit, évaluation…

## Les compétences
Les principales compétences attendues de l’ingénierie culturelle :
- une connaissance fine de la réglementation liée aux patrimoines et à l’action culturelle, des services et administrations concernées (culture, tourisme, aménagement des territoires…), des acteurs et ressources (secteur associatif, chercheurs et universités, archives et documentations…) ;
- une réelle capacité d’innovation, de proposition, de mise en perspective des projets au sein de l’offre actuelle et des évolutions récentes et en cours. Ne pouvant pas disposer de toutes les expertises en interne, une agence d’ingénierie culturelle sera à même de mobiliser un important réseau d’experts et de spécialistes ;
- des savoirs précis en marketing. L’objectif est de faire en sorte que le projet porté par le commanditaire trouve son (ou ses) public(s), ceci afin d’en garantir la pérennité sur le long terme. Il s’agit donc de définir pour quel(s) public(s) le projet est destiné et d’estimer les fréquentations prévisionnelles pour bien dimensionner les équipements (et les budgets) et approcher raisonnablement l’économie future du projet ;
- une pratique fine de la programmation architecturale et muséographique. Il s’agit de définir les grandes missions du projet, les principales fonctions et leurs dimensionnements, les circuits, les outils de médiation, les performances et objectifs qualités… La programmation permettra de mobiliser les bureaux d’études spécialisés et les maîtres d’œuvre (paysagiste, architecte, scénographe…) qui réaliseront l’équipement. L’étape de programmation intègre une définition des budgets d’investissement et de fonctionnement, ainsi qu’une expérience de montage des plans de financement possibles (mobilisation des fonds propres, aides et subventions, capacités d’emprunt, mécénat…) ;
- la connaissance des conditions multiples de la mise en tourisme : ensemble de préconisations opérationnelles afin que le projet s’intègre à l’offre touristique du territoire (définition de la structure de gestion, des compétences et organigramme du personnel, partenariats et mise en réseau, politique tarifaire, plan de communication…) ;
- un savoir-faire d’animation des projets afin que la mission d’étude serve aussi à construire une véritable culture commune et partagée entre tous les acteurs du projet. Les méthodologies utilisées par le bureau d’études doivent participer à cette culture commune : ateliers, documents et éditions, diffusion numérique, réunions publiques s’inscrivent dans cette démarche.

Il est vivement recommandé de séparer très distinctement les missions d’ingénierie culturelle de celles de maîtrise d’œuvre. Effectivement, on ne peut pas demander à une agence d’être impartiale sur ses recommandations si elle sait qu’elle en aura la réalisation. En revanche, pour garantir la cohérence entre les étapes d’études et celles de maîtrise d’œuvre, il est nettement préférable de confier à l’agence d’ingénierie culturelle une mission d’accompagnement auprès de la maîtrise d’ouvrage. Ainsi, l’agence d’ingénierie culturelle qui aura prévalu à la programmation d’un projet pourra, en complète coordination et confiance avec le maître d’ouvrage, contrôler la cohérence des propositions des maîtres d’œuvre avec les intentions initiales de la programmation.
Quelques-uns proposent un savoir-faire qui va de l'idée à la réalisation. Ils conduisent alors les études en amont (faisabilité et programmation) et peuvent assurer le suivi de réalisation (maîtrise d'œuvre). Ceci leur permet, en ayant connaissance de toutes les étapes conduisant à l'inauguration, d'être plus précis dans leurs recommandations, tant en amont que dans la réalisation, en intégrant la dimension mise en tourisme (recrutement, commercialisation, montage de boutique etc). Il va de soi que ceci s'opère dans le strict respect du code des marchés publics (dans le cas de projets qui en relèvent) et qu'il est alors nécessaire de procéder à une mise en concurrence avec communication à tous les candidats des études réalisées en amont. Exemple : le réaménagement de la maison de Loire de Saint Dyé a été pensé en amont par l'Agence Scarabée qui en a réalisé la programmation architecturale et muséographique. La communauté de communes du Pays de Chambord a invité l'agence Scarabée à concourir pour la réalisation. Après négociation cette dernière a été retenue et assure la maîtrise d'œuvre jusqu'à l'inauguration de ce qui deviendra la maison du Port de Chambord. Dans ce cas, le porteur de projet est assuré du parfait respect du concept.

## Les agences
La plupart des agences d’ingénierie culturelle sont inscrites à CINOV tourisme culture loisirs ex Géfil, seul syndicat professionnel dans ce secteur d’activité.